# Zberki
Zberki – wieś w Polsce położona w województwie wielkopolskim, w powiecie średzkim, w gminie Dominowo.
W latach 1975–1998 miejscowość administracyjnie należała do województwa poznańskiego.
W 2010 roku zmieniono rodzaj miejscowości z osady na wieś. 